# Église du Sacré-Coeur de Sliema
Pour les articles homonymes, voir Église du Sacré-Cœur.

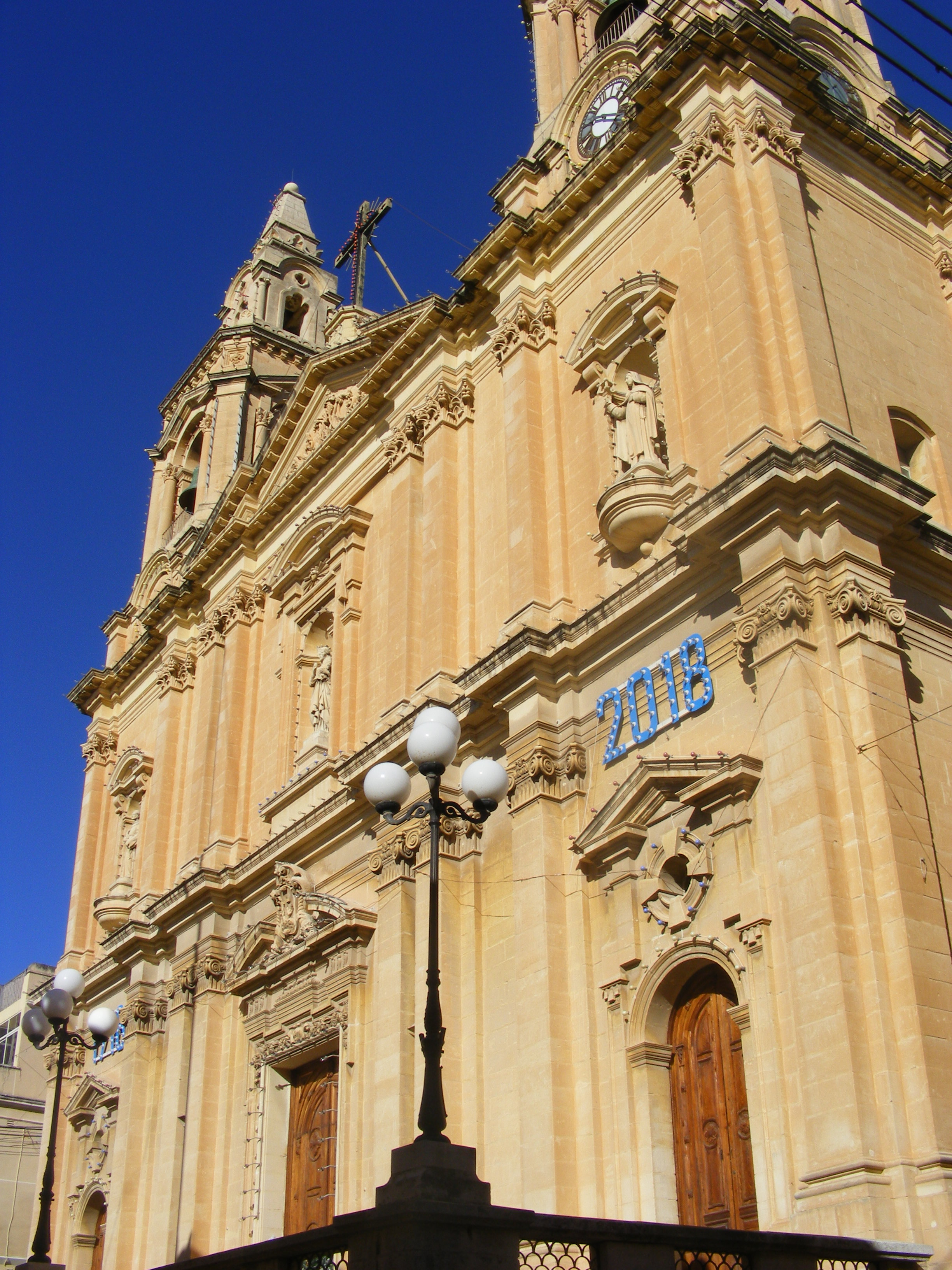
Église paroissiale du Sacro Cuor à Sliema

L'église du Sacré-Coeur de Sliema (en maltais : Knisja tal-Qalb Imqaddsa ta’Marija, en anglais : Sacro Cuor Parish Church) est une église catholique romaine située à Sliema, à Malte. Elle est inscrite à l'Inventaire national des biens culturels des îles maltaises.

## Histoire
En 1877, la population de Sliema avait tellement augmenté que l'archevêque Carmelo Scicluna a ordonné la construction d'une autre église pour compléter l'église Stella Maris existante. Cette nouvelle église a été conçue par l'architecte Giovanni Domenico Debonno et dédiée à Notre-Dame du Sacré-Cœur de Jésus (en Maltais il-Madonna tas-Sacro Cuor ). L'église fut cédée aux Franciscains en 1881. En 1918, elle est devenue la deuxième église paroissiale de Sliema. Au début des années 30, elle a été agrandie sous la direction de l'architecte Rafael Pitre de La Valette. Plusieurs petites coupoles ont été ajoutées aux bas-côtés et la toiture de la nef centrale a été renouvelée. Le côté ouest a reçu une nouvelle façade de style baroque, qui est flanquée de deux clochers.